# Santurde de Rioja
Santurde de Rioja település Spanyolországban, La Rioja autonóm közösségben. Santurde de Rioja Villarta-Quintana, Grañón, Corporales, Santo Domingo de la Calzada, Santurdejo és Ojacastro községekkel határos. Lakosainak száma 254 fő (2024).

## Népesség
A település népessége az elmúlt években az alábbi módon változott:
| Lakosok száma | 309  | 310  | 319  | 361  | 329  | 291  | 272  | 286  | 277  | 254  |
|               | 2001 | 2004 | 2007 | 2009 | 2012 | 2014 | 2017 | 2019 | 2022 | 2024 |